# Bea Uusma
Mari Beatrice "Bea" Uusma, anteriormente Uusma Schyffert (nacida el 20 de marzo de 1966 en Lidingö, Suecia), es una autora, ilustradora y médica sueca.

## Biografía
Uusma nació y se crio en Lidingö en el condado de Estocolmo. En 1999, escribió e ilustró un libro para niños sobre el astronauta estadounidense Michael Collins titulado Astronauten som inte fick landa. A mediados de la década de 1990, se interesó por la expedición al polo Norte en globo aerostático de Andrée de 1897 y trató de averiguar qué les sucedió a los miembros de la expedición. Esta investigación dio como resultado el libro Expeditionen: min kärlekshistoria (2013) publicado originalmente por Norstedts en sueco, en inglés por Head of Zeus (2014), y en español por Ediciones Menguantes (2023), y por el cual recibió el Premio August en 2013. 
Después de trabajar como ilustradora durante varios años, Bea Uusma comenzó a estudiar medicina y actualmente trabaja como médica en Estocolmo. Según Bea Uusma, su conocimiento médico fue útil en la investigación para La Expedición .
Bea Uusma recibió el Premio August, un premio literario sueco para libros de no ficción, por La expedición en 2013.
Estuvo casada con el comediante sueco Henrik Schyffert entre 1996 y 2012 y es hermana de la actriz sueca Martina Haag .

## Premios
- 2002: Premio al Libro Sueco de Arte[1]
- 2002: Premio del Concurso Internacional de Arte del Libro[1]
- 2003: Mejores Libros de 2003 School Library Journal[1]
- 2004: Selección CCCB Choices[1]
- 2004: Selección para los Libros Notables para niños de la American Library Association[1]
- 2004: Libro de Honor Batchelder American Library Association[1]
- 2004: Designación de Libro de Honor de No Ficción American Library Association[1]
- 2006: Nominación Louisiana Young Readers' Choice[1]
- 2013: Premio August[3]